# Miłoszowice (województwo opolskie)
Miłoszowice – kolonia w Polsce położona w województwie opolskim, w powiecie kluczborskim, w gminie Kluczbork.
W latach 1975–1998 kolonia należała administracyjnie do województwa opolskiego.